# Liste des patriarches pré-chalcédoniens d'Alexandrie
Cette liste des patriarches pré-chalcédoniens d'Alexandrie recense les patriarches d'Alexandrie jusqu'au concile de Chalcédoine en 451.

## Patriarches apostoliques d'Alexandrie jusqu'au schisme chalcédonien
1. Marc, dit « l'Évangéliste », patriarche de 43 ou 61 à 67 ou 68 ; saint fêté le 25 avril[1].
2. Anien ou Anianus ou Annianos, patriarche de 67 ou 68 à 82 ou 94 ; saint fêté le 10 novembre[2].
3. Abile ou Abilius ou Avilius ou Millus, patriarche de 83 ou 94 à 95 ou 107.
4. Kédron ou Cerdo, patriarche de 96 ou 107 à 106 ou 120.
5. Prime ou Primus, patriarche de 106 ou 120 à 118 ou 132.
6. Juste ou Justus ; saint fêté par l'Église copte le 12 du mois de ba'ῡnah c'est-à-dire le 6 juin, patriarche de 118 ou 132 à 129 ou 143.
7. Eumènes ou Eumenius, patriarche de 131 ou 143 à 141 ou 154.
8. Marcianus d'Alexandrie ou Marcien ou Markianos, patriarche de 142 ou 154 à 152 ou 163.
9. Céladion ou Celdion, patriarche de 152 ou 163 à 166 ou 177.
10. Agrippin, ou Agrippinus, patriarche de 167 ou 177 à 178 ou 189.
11. Julien, patriarche de 179 ou 189 à 189 ou 199.
12. Démètre, ou Démétrius, patriarche de 189 ou 199 à 232 ou 233.
13. Héraclas, patriarche de 232 ou 233 à 248 ou 249.
14. Dyonisios ou Denys ou Denis ou Dionysius, patriarche de 248 ou 249 à 264 ou 270 ; saint fêté le 8 avril.
15. Maxime, ou Maximus, patriarche de 265 ou 270 à 282.
16. Théonas, patriarche de 282 au 28 décembre 300.
17. Pierre Ier († 26 novembre 311), patriarche de fin 300 au 26 novembre 311 ; saint fêté le 24 novembre.
18. Achille († 13 juin 312) ou Achilas, patriarche en 311-312; saint fêté le 13 juin[3] en Occident et le 3 juin en Orient.
19. Alexandre (° vers 250 -  † 17 avril 328), patriarche de 312 à 328; il participa au premier concile œcuménique de Nicée en 325 ; c'est un saint fêté le 29 mai en Orient et le 26 février en Occident.
20. Athanase Ier (°298 - † 2 mai 373) ou Athanasius, patriarche nicéen du 8 juin 328 au 2 mai 373; saint fêté le 18 janvier en Orient et le 2 mai en Occident. 
évêques ariens :
Pistos (336 ou 338)
Grégoire de Cappadoce (22 mars 339 - 26 juin 345)
Georges de Cappadoce (24 février 357 - 24 décembre 361)
Lucius (décembre 365)
21. Pierre II, patriarche du 28 avril 373 au 15 février 380.
Lucius (seconde fois 375-30 mai 378).
22. Timothée Ier, patriarche de 380 au 20 juillet 384; il connut le concile œcuménique de Constantinople en 380 et 381.
23. Théophile Ier († 15 octobre 412) ou Theophilus, patriarche de 384 ou 385 jusqu'à sa mort en 412.
24. Cyrille Ier (°376 - †444), patriarche le 17 octobre 412 jusqu'à sa mort le 27 juin 444 ; il conduisit le concile œcuménique d'Éphèse en 431 ; saint fêté les 28 janvier, 9 juin et 27 juin.
25. Dioscore Ier (°? - †454) ou Dioscorus, patriarche de 444 à 451, date de sa déposition par le concile de Chalcédoine et de son exil par l'empereur byzantin Marcien. Dioscore reste reconnu par les monophysites jusqu'à sa mort en 454.
Protérius, († 457), patriarche nommé par le concile de Chalcédoine en novembre 451 et jusqu'à sa mort le 28 mars 457.

## Liste des patriarches
La liste des patriarches d'Alexandrie se divise ensuite en deux catégories distinctes, dites « chalcédonienne » et « non-chalcédonienne » :
- Liste des patriarches orthodoxes d'Alexandrie, reconnus par les Églises chalcédoniennes, c'est-à-dire principalement les orthodoxes et ultérieurement les catholiques (après le Grand schisme d'Orient en 1054) ;
- Liste des primats de l'Église copte orthodoxe, reconnus par les Églises non-chalcédoniennes, c'est-à-dire principalement les coptes et les autres courants des Églises des trois conciles ;
- Liste des patriarches latins d'Alexandrie, reconnue par l'Église catholique romaine à la suite du schisme de 1054 et de la période des Croisades (la fonction a été supprimée en 1964) ;
- Liste des patriarches catholiques coptes, reconnue par l'Église catholique romaine, c'est-à-dire principalement les coptes étant en communion et rattachés avec elle depuis 1741.